# Yukari Tamura
Yukari Tamura (田村 ゆかり?, Tamura Yukari; Fukuoka, 27 febbraio 1976) è una doppiatrice e cantante giapponese, facente parte dell'agenzia I'm Enterprise.
Affettuosamente chiamata Yukarin dai fan, è anche nota per la sua voce molto alta ed il suo interesse nella moda Lolita. Ha debuttato come doppiatrice nel 1997, ed ha pubblicato il suo singolo di debutto Yūki o Kudasai il 26 marzo 1997. Molti dei suoi brani musicali sono stati utilizzati come sigle di apertura e chiusura degli anime in cui la Tamura ha lavorato come doppiatrice. Uno dei suoi principali ruoli è stato sicuramente quello di Nanoha Takamuchi nell'anime Mahō shōjo Lyrical Nanoha.

## Biografia
Nata a Fukuoka nella prefettura di Fukuoka, Yukari Tamura ha iniziato ad ottenere notorietà facendosi portavoce del movimento della moda Lolita, indossando abiti in stile lolita in pubblico, nei suoi video musicali e sulle copertine dei CD. Nel 2001, Tamura ha formato il duo Yamato Nadeshiko insieme ad un'altra nota doppiatrice, Yui Horie. Il duo ha pubblicato due singoli: Mō Hitori no Watashi e Merry Merrily, quest'ultimo utilizzato nella colonna sonore dell'OAV Love Hina Christmas Special.
Il 1º gennaio 2007, Yukari Tamura ha cambiato la propria agenzia dalla Arts Vision alla I'm Enterprise, che è in realtà una sussidiaria della Arts Vision, ed il 1º aprile 2007, l'etichetta discografica della Tamura è ufficialmente cambiata dalla Konami alla King Records, benché il cambiamento non abbia apportato alcun cambiamento materiale dato che la Konami è di proprietà della King Records.

## Ruoli doppiati

### Animazione
1997
- Battle athletes daiundōkai, Ayla V. Roznovsky (da giovane)
- Tenchi muyō!, Yoshinaga

1998
- Detective Conan, Mina Aoshima (episodi 121 - 122); Yuka Konno (episodio 414)
- Futari Gurashi, Hikaru Saitou

1999
- Angel Links, LiEF baby; Sally; Yayoi; Yee
- The Big O, poliziotto della scientifica
- Boogiepop Phantom, Kyoko Kishita
- Dai-Guard, Fuuka Tanigawa

2000
- Dotto Koni-chan, Moro
- Hero Hero-kun, Kira Kira
- The King of Braves GaoGaiGar Final, AnRyu; KouRyu; TenRyuJin
- Labyrinth of Flames, Kasumi
- Miami Guns, Lu Amano
- Muteki Ou Tri-Zenon, Rikou Munakata; Kuramu Kyou
- Oh! Super Milk-Chan, Hirosue
- Platinumhugen Ordian, Mei Li
- Shin Megami Tensei: Devil Children, Nekomata

2001
- Galaxy Angel, Ranpha Franboise
- Memories Off, Kaoru Otoha
- Pretear, Yayoi Takato; Tipi
- s-CRY-ed, Kanami Yuta
- A Little Snow Fairy Sugar, Greta
- The SoulTaker, Asuka Sakurai

2002
- Galaxy Angel A, Ranpha Franboise
- Galaxy Angel Z, Ranpha Franboise
- G-On Riders, Zero
- Kanon, Mai Kawasumi
- King of Bandit Jing, Rose
- Mirmo! (2002–2005) – Koyomi
- Naruto, Tenten
- Nurse Witch Komugi, Asuka Sakurai
- Onegai Teacher, Ichigo Morino
- Pita Ten, Misha
- Zaion: I Wish You Were Here, Ai

2003
- D.C.: Da Capo, Sakura Yoshino
- Galaxy Angel AA, Ranpha Franboise
- Godannar, Ellis Valentine
- Kanon Kazahana, Mai Kawasumi
- Onegai Twins, Ichigo Morino
- R.O.D the TV, Haruhi Nishizono and Natsumi Nishizono

2004
- DearS, Nia
- Final Approach, Miki Moriya
- Galaxy Angel X, Ranpha Franboise
- Godannar (season 2), Ellis Valentine
- Interlude, Tamaki Maiko
- Kujibiki Unbalance, Komaki Asagiri
- Magical Girl Lyrical Nanoha, Nanoha Takamachi
- The Melody of Oblivion, Koko
- Midori no Hibi, Shiori Tsukishima
- My-HiME, Midori Sugiura
- Nurse Witch Komugi-Chan Magikarte Z, Asuka Sakurai
- Le Portrait de Petit Cossette, Kaori Nishimoto
- Uta∽Kata, Michiru Munakata
- Vulgar Ghost Daydream, Ai Kunugi

2005
- Air, Michiru
- Best Student Council, Rino Randō
- D.C.S.S.: Da Capo Second Season, Sakura Yoshino
- Full Metal Panic! The Second Raid, Kurz's AI
- Itsudatte My Santa!, Maimai
- Jinki:EXTEND, Rui Kousaka
- The King of Braves GaoGaiGar Final -Grand Glorious Gathering-, AnRyu; KouRyu; TenRyuJin
- Magical Girl Lyrical Nanoha A's, Nanoha Takamachi
- My-Otome, Midori
- Otogi-Jūshi Akazukin OVA, Akazukin
- Shakugan no Shana, Tiriel ("Aizenta")
- SoltyRei, Celica Yayoi
- Trinity Blood, Wendy

2006
- Galaxy Angel Rune, Ranpha Franboise
- Higurashi no Naku Koro ni, Rika Furude
- Kanon, Mai Kawasumi
- Kashimashi: Girl Meets Girl, Tomari Kurusu
- Otogi-Jūshi Akazukin, Akazukin
- Ouran High School Host Club, Éclair Tonnerre

2007
- Clannad, Mei Sunohara
- D.C. II: Da Capo II – Sakura Yoshino
- Gintama, Saki Hanano
- Higurashi no Naku Koro ni Kai, Rika Furude and Frederica Bernkastel
- Heroic Age, Tail Ol Nahilm
- Idolmaster: Xenoglossia, Iori Minase
- Magical Girl Lyrical Nanoha StrikerS, Nanoha Takamachi
- MOETAN, Ink Nijihara/Pastel Ink
- Mushi-Uta, Azusa Horizaki/Minmin
- Myself ; Yourself, Syuri Wakatsuki
- Shakugan no Shana II, Tiriel ("Aizenta")
- Sketchbook: full color'S, Nagisa Kurihara
- Sugarbunnies, Charlotte, Momousa
- Tokimeki Memorial Only Love, Yukari Higashino

2008
- Clannad After Story, Mei Sunohara
- D.C.II S.S.: Da Capo II Second Season, Sakura Yoshino
- Kaitō Tenshi Twin Angel, Haruka Minatsuki
- Kuroshitsuji, Elizabeth Middleford
- Monochrome Factor, Lulu
- Nabari no Ou, Shinraban-sho

2009
- Asu no Yoichi!, Chihaya Ikaruga
- Higurashi no Naku Koro ni Rei, Rika Furude
- Kämpfer, Kurousagi Seppuku
- Kurokami, Excel
- Toaru Kagaku no Railgun, Miho Jufuku
- Umineko no naku koro ni, Bernkastel

2010
- B gata H kei, Yamada
- Katanagatari, Togame
- Kuroshitsuji II, Elizabeth Middleford
- Magical Girl Lyrical Nanoha THE MOVIE 1st, Nanoha Takamachi
- Mayoi Neko Overrun!, Kaho Chikumaen
- Ore no Imōto ga Konna ni Kawaii Wake ga Nai, Kanako Kurusu, Meruru
- Seikon no Qwaser, Eva-R
- Tantei Opera Milky Holmes, Saku Tooyama
- IS (Infinite Stratos), Shinonono Tabane

2011
- Kämpfer für die Liebe, Kurousagi Seppuku
- Lotte no Omocha!, Asuha Tōhara
- Steins;Gate, Suzuha Amane

2013
- Kill la Kill, Nui Harime
- Bunri no Crime Edge Violet Witchy

2014
- No Game No Life, Jibril
- Akame ga Kill!, Mine
- Nōrin, Ringo Kinoshita[1]

2018
- Overlord, Antilene Heran Fouche/Zesshi Zetsumei
- HUGtto! Pretty Cure, Ruru Amour/Cure Amour
- Lost Song, Finis

2021
- I've Been Killing Slimes for 300 Years and Maxed Out My Level, Provat Pecora Allières[2]

2023
- The Dangers in My Heart, Kana Ichikawa

### Videogiochi
1997
- Armored Core – Computer Voice
- Eberouge – Euross Prombanth

1998
- Honoo no Ryourinin: Cooking Fighter Hao – Cumin
- Rhapsody: A Musical Adventure Myao
- Plasma Sword: Nightmare of Bilstein – June Lin Milliam, Ele
- Tokyo Majin Gakuen Kenpuchō – Kyouko Tohno

1999
- Little Princess: Maru Oukoku no Ningyou Hime 2 – Myao; Nyancy; Nyanko
- L no Kisetsu -A piece of memories- – Yumikura Sayaka
- Memories Off – Kaoru Otoha
- Tokimeki Memorial 2 – Mei Ijuuin
- True Love Story 2 – Kunshi

2000
- Kanon – Mai Kawasumi
- Angel's Present: Chronicles of the Marl Kingdom – Myao

2001
- AIR – Michiru
- Angelic Concert – Rivale Klinon
- Tomak～Save the Earth～Love Story – Yumi

2002
- Galaxy Angel – Ranpha Franboise
- Grandia Xtreme – Myam
- La Pucelle: Tactics – Chocolat
- Soulcalibur II – Talim
- Tokyo Majin Gakuen Gehōchō – Kyouka Tohno

2003
- Angelic Vale – Soleil
- Bistro Cupid 2 – Nemesia Wormwood
- Dancing Sword Senkou – Mimi
- Galaxy Angel Moonlit Lovers – Ranpha Franboise
- Ichigeki Sacchu!! HoiHoi-san – Hoihoi-san
- Interlude – Tamaki Maiko
- Nobunaga no Yabou Online – Female character
- Quiz Magic Academy – Clala
- SAKURA: Setsu Getsu ka – Asuka Izomo
- Shikigami no Shiro II – Arala Cran
- SNOW – Asahi Hiyorigawa
- Soulcalibur II – Talim

2004
- Angelic Concert Encore – Rivale Klinon
- Berserk Millennium Falcon Arc: Seimasenki no Sho – Evarella
- CLANNAD – Mei Sunohara
- D.C.P.S.: Da Capo Plus Situation – Sakura Yoshino
- DearS – Nia
- Final Approach – Miki Moriya
- Galaxy Angel Eternal Lovers – Ranpha Franboise
- Monochrome – Chitose Kirioka

2005
- Best Student Council – Rino Randŏ
- D.C. Four Seasons: Da Capo Four Seasons – Sakura Yoshino
- Lucky ☆ Star – Hikage Miyakawa
- Mai-HiME - Unmei no Keitouju – Midori Sugiura
- Memories Off After Rain – Kaoru Otoha
- NANA – Misato Uehara
- Soulcalibur III – Talim
- Soulcalibur III: Arcade Edition – Talim
- White Princess the Second – Hanoka Sakurano

2006
- Blade Dancer: Sennen no Yakusoku – Tess
- Disgaea 2: Cursed Memories – Rozalin
- Galaxy Angel II Zettai Ryouiki no Tobira – Ranpha Franboise
- Higurashi Daybreak – Rika Furude
- Myself ; Yourself – Shuri Wakatsuki
- Rumble Roses XX – Lambda
- Shakugan no Shana – Tiriel ("Aizenta")

2007
- Fate/stay night Realta Nua – Luviagelita Edelfeld
- Galaxy Angel II Mugen Kairou no Kagi – Ranpha Franboise
- Higurashi Daybreak Kai – Rika Furude
- Higurashi no Naku Koro ni Matsuri – Rika Furude, Rika's Mother
- Naruto Shippuuden: Narutimate Accel 2 – Tenten
- NiGHTS: Journey of Dreams – NiGHTS
- Shining Force EXA – Faulklin
- Star Ocean: First Departure – Pericci

2008
- Disgaea 3: Absence of Justice - Rozalin
- D.C.II P.S.: Da Capo II Plus Situation – Sakura Yoshino
- Higurashi no Naku Koro ni Kizuna – Rika Furude
- Osouji Sentai Clean Keeper – Keiko Natsukawa
- Quiz Magic Academy 5 – Clala
- Soulcalibur IV – Talim

2009
- Soulcalibur: Broken Destiny – Talim
- Steins;Gate – Suzuha Amane
- Nine Hours, Nine Persons, Nine Doors – Clover Field

2010
- Himawari -Pebble in the Sky- – Aqua
- Mahou Shoujo Lyrical Nanoha A's Portable: The Battle of Aces – Nanoha Takamachi
- Tales of Phantasia: Narikiri Dungeon X – Etos
- Umineko no naku koro ni: majo to suiri no rondo – Bernkastel

2011
- Gal*Gun – Patako
- Disgaea 4: A Promise Unforgotten – Rozalin
- Phantom Breaker– Mei Orisaka

2012
- Zero Escape: Virtue's Last Reward – Clover Field

2013
- Disgaea D2: A Brighter Darkness - Rozalin

2014
- Granblue Fantasy – Io

2015
- Disgaea 5: Alliance of Vengeance - Rozalin
- Nurse Love Addiction – Sakuya Takeda
- Nitroplus Blasterz: Heroines Infinite Duel – Ruili
- Stella Glow – Hilda
- Gal*Gun: Double Peace – Patako Amatsuka
- Project X Zone 2 – June Lin Milliam
- Steins;Gate 0 – Suzuha Amane

2016
- Honkai impact 3dr - Theresa Apocalypse
- World of Final Fantasy – Ifreeta

2017
- Fire Emblem Heroes – Laegjarn, Lyre
- Island – Rinne Ohara

2018
- Dragalia Lost - Amane
- Mega Man 11 - Bounce Man
- Soulcalibur VI - Talim

2019
- Disgaea RPG - Rozalin
- Pokémon Masters EX - Mary

2020
- Granblue Fantasy Versus - Io
- Genshin Impact - Qiqi, Nahida

2021
- Disgaea 6: Defiance of Destiny - Rozalin
- Blue Archive - Saya Yakushi

2022
- Anonymous;Code - Juno
- Dragon Quest Treasures - Sombra, vari mostri

2023
- Disgaea 7: Vows of the Virtueless - Rozalin
- Persona 5: The Phantom X - Merope
- Master Detective Archives: Rain Code - Melami Goldmine
- Granblue Fantasy: Versus Rising - Io

2024
- Granblue Fantasy: Relink - Io
- Card-en-Ciel - Patako

2025
- Moon Taisen - Onii Moon

## Discografia

### Album studio
- 1997: WHAT'S NEW PUSSYCAT?
- 2001: Tenshi wa Hitomi no Naka ni
- 2002: Hana-furi Tsukiyo to Koi-youbi.
- 2003: Aozora ni Yureru Mitsugetsu no Kobune.
- 2005: Kohaku no Uta, Hitohira
- 2006: Gin no Senritsu, Kioku no Mizuoto.
- 2008: Izayoi no Tsuki, Canaria no Koi.
- 2009: Komorebi no Rosette
- 2010: Citron no Ame

### Compilation
- 2003: True Romance
- 2007: Sincerely Dears...

### DVD
- 2002: sweet chick girl
- 2004: Peachy Cherry Pie
- 2004: Yukari Tamura Summer Live 2004 - Sugar Time Trip
- 2006: ＊Cutie Cutie Concert 2005＊ at Tokyo International Forum
- 2007: Yukari Tamura Live 2006-2007 Pinkle Twinkle☆Milky Way
- 2008: Love♥Live *Chelsea Girl*
- 2009: Love♥Live *Dreamy Maple Crown*
- 2010: Love♥Live *Princess a la mode*

### Singoli
- 1997: Yūki o Kudasai
- 1997: WE CAN FLY (duet with Yuria Hama)
- 1997: Kagayaki no Kisetsu
- 1998: REBIRTH ~Megami Tensei~
- 1999: Kitto Ieru
- 2001: summer melody
- 2002: Love parade
- 2002: Baby's Breath
- 2003: Lovely Magic
- 2003: Nemurenu Yoru ni Tsukamaete
- 2004: Yumemizuki no Alice
- 2004: Little Wish ~lyrical step~
- 2005: Koi seyo Onnanoko
- 2005: Spiritual Garden
- 2006: Dōwa Meikyū
- 2006: Princess Rose
- 2007: Hoshizora no Spica
- 2007: Beautiful Amulet
- 2008: mon chéri
- 2008: Bambino Bambina
- 2008: Tomorrow
- 2009: Metausa-hime ~Kuro Yukari Ōkoku Misa~
- 2009: You & Me
- 2010: My wish My love
- 2010: Oshiete A to Z
- 2011: Platinum Lover's Day

## Concerti
- First Live: Aozora ni Yureru Mitsugetsu no Kobune.
- Summer Live☆*Sugar Time Trip*
- Countdown Event 2004-2005: Chiisa na Onegai☆Chiisa na Ippo
- Live Tour 2005 *Spring fever*
- ＊Cutie Cutie Concert 2005＊ at Tokyo International Forum
- Concert Tour 2006 *fancy baby doll*
- *Pinkle☆Twinkle Party* 2006 Winter supported by ANIMAX
- 2007 Summer * Sweet Milky Way *
- Love♥Live 2008 *Chelsea Girl*
- Love♥Live 2009 *Dreamy Maple Crown*
- Love♥Live 2009-2010 *Princess a la mode*